# Pavel (Cimafeenkau)
Pavel (světským jménem: Aleh Paўlavič Cimafeenkaў; * 31. března 1963, Mogilev) je běloruský duchovní Běloruské pravoslavné církve a biskup maladzečanský a stoubcyjský.

## Život
Narodil se 31. března 1963 v Mogilevu.
Po střední škole č. 9 rodného města nastoupil na technické učiliště, kde studoval obor elektrosvářeč. Od roku 1982 sloužil v řadách Rudé armády. Poté pracoval jako elektromontér a elektrikář. Roku 1988 pokračoval ve studiu na Mogilevském učilišti kultury, zde získal specializaci vedoucího amatérského pěveckého sboru. Do roku 1994 učil na hudebních školách.
Roku 1994 nastoupil na Minský duchovní seminář a během studia byl 4. července 1997 postřižen na monacha se jménem Pavel na počest svatého apoštola Pavla. Dne 12. července byl rukopoložen na jerodiákona. Po semináři nastoupil na Minskou duchovní akademii. 
Od roku 1996 zastával různé administrativní pozice: přednášející a asistent inspektora akademie, starší asistent inspektora a vedoucích regentské školy.
Dne 20. června 1999 jej metropolita minský a slucký Filaret (Vachromejev) rukopoložil na diákona a 15. června 2000 byl osvobozen od funkce asistenta inspektora. Dále pokračoval ve funkci vedoucího regentské školy.
Dne 25. srpna 2005 byl jmenován vedoucím oddělení dálkového studia akademie a 7. června 2006 byl povýšen na igumena. Od 4. února 2008 působil jako inspektor akademie a semináře. Za zásluhy byl 27. září 2012 povýšen na archimandritu.
Dne 22. září 2014 se Synod Běloruské pravoslavné církve obrátil na Svatý synod, aby zřídil novou maladzečanskou eparchii a zvolil za biskupa archimandritu Pavla. Dne 23. října 2014 byla rozhodnutím Svatého synodu zřízena eparchie a archimandrita Pavle se stal jejím prvním biskupem.
Dne 11. listopadu 2014 byl oficiálně jmenován biskupem a 2. prosince proběhla v chrámu Krista Spasitele v Moskvě jeho biskupská chirotonie. Hlavním světitelem byl patriarcha moskevský a celé Rusi Kirill.